# Hàng không năm 1929
Đây là danh sách các sự kiện hàng không nổi bật xảy ra trong năm 1929:

## Các sự kiện
- Một số lượng lớn các tai nạn máy bay dân sự nghiêm trọng trong lịch sử Hoa Kỳ.
- Cubana de Aviacion bắt đầu hoạt động.
- Pan Am bắt đầu các dịch vụ bay dân dụng.
- Đội máy bay nhào lộn trên không Canada là Siskins được thành lập.
- Văn phòng vận chuyển bưu phẩm đầu tiên ở Quận Mackenzie thuộc phía tây Canada được mở cửa.
- Airway Beacon được thành lập ở St. Paul, Minnesota. Nó vẫn còn hiện vật được lưu giữ ở Công viên Indian Mounds (Saint Paul, Minnesota).

### Tháng 1
- 1 tháng 1 - Hãng hàng không LOT của Ba Lan thành lập.
- 1 tháng 1-7 – Carl Spaatz, Ira Eaker, và Elwood Quesada lập 1 kỷ lục về thời gian bay là 151 giờ trong không trung trên một chiếc Fokker F.VIIa-3m.
- 27 tháng 1 - Tàu sân bay USS Saratoga thực hiện thành công một cuộc tấn công giả định vào Kênh đào Panama trong một bài tập huấn luyện.

### Tháng 3
- 30 tháng 3 - Imperial Airways bắt đầu các chuyến bay giữa Anh và Ấn Độ.

### Tháng 4
- 24 tháng 4-26 - A. G. Jones-Wiliams và N. H. Jenkins thực hiện chuyến bay không dừng đầu tiên từ Anh đến Ấn Độ trên một chiếc Fairey Long-range Monoplane.

### Tháng 7
- 3 tháng 8 - Trung úy A. W. Gordon thành công khi neo chiếc Vought VO-1 vào khí cầu USS Los Angeles của Hải quân Hoa Kỳ, trong một thí nghiệm về máy bay chiến đấu ký sinh.
- 7 tháng 8 - Transcontinental Air Transport bắt đầu mở các dịch vụ vận chuyển hành khách xuyên nước Mỹ trong 48 giờ, sử dụng cả tàu hỏa và máy bay cho những chặng đường khác nhau trong hành trình.
- 22 tháng 8 - Lufthansa sử dụng máy phóng để phóng máy bay Heinkel He 12 từ tàu chở khách Bremen, cách New York 400 km (249 mile).

### Tháng 8
- 4 tháng 8 - 16 - Cuộc đua máy bay du lịch quốc tê đầu tiên có tên gọi Challenge 1929 ở Paris, với 5.942 km đường đua vòng quanh châu Âu, Fritz Morzik người Đức và các thành viên thuộc phi đoàn của anh đã chiến thắng trên một chiếc BFW M.23.
- 8 tháng 8-29 - Khí cầu Graf Zeppelin thực hiện chuyến bay vòng quanh thế giới, bắt đầu và kết thúc tại Lakehurst, New Jersey.

### Tháng 9
- 6 tháng 9 - Cúp Schneider được tổ chức tại Calshot Spit, Vương Quốc Anh. Người chiến thắng là Henry Waghorn trên một chiếc Supermarine S.6 với vận tốc 528.9 km/h (328.7 mph).
- 24 tháng 9 - Trung úy Jimmy Doolittle thực hiện thành công một chuyến bay trong đêm tối bao gồm cất cánh, bay trên không và hạ cánh.
- 29 tháng 9 - Dieudonne Costes và Maurice Bellonte đến Manchuria trên một chiếc Breguet 19, lập một kỷ lục về quãng đường là 7.905 km (4.912 miles) từ Le Bourget, Pháp.

### Tháng 10
- 20 tháng 10 - Sân bay thuộc Trạm Không quân Hải quân Glenview, được đặt ở Glenview, IL, và nhà chứa máy bay của nó được đánh giá là lớn nhất thế giới.

### Tháng 11
- 27 tháng 11-28 - Richard Byrd và các thành viên khác thực hiện chuyến bay đầu tiên trên Nam Cực với một chiếc Ford Trimotor.

## Chuyến bay đầu tiên

### Tháng 1
- Gloster Gauntlet

### Tháng 7
- RWD-2
- 29 tháng 7 - Dornier Do X

### Tháng 9
- 9 tháng 9 - De Havilland Puss Moth
- 17 tháng 9 - Adcox Student Prince

### Tháng 10
- 2 tháng 10 - Acme Sportsman

### Tháng 11
- 6 tháng 11 - Junkers G.38

## Bắt đầu hoạt động

### Tháng 5
- Bristol Bulldog trong Phi đội số 3 RAF